# أحب الغلط (فلم)
أحب الغلط فيلم مصري من إنتاج عام 1942، بطولة حسين صدقي، وتحية كاريوكا، إخراج حسين فوزي.

## فريق العمل

### الممثلون
| - تحية كاريوكا: بدوية - حسين صدقي:علوى - فؤاد شفيق: رفقى - منسى فهمي: شوكت باشا - أنور وجدي: ممدوح | - إسماعيل ياسين: حسونة - فردوس محمد: أم بدوية - أمينة شريف: ناهد - بشارة واكيم - حسن أتلة | - آمال حسين: مطربة - عبد الرحمن فوزي: مطرب - شفيق نور الدين: الصحفى - جينا: راقصة في استعراض كليوباترا |

### إداريون
| - حسين فوزي: سيناريو - بديع خيري: حوار - بيرم التونسي: كلمات الأغاني - عبد العزيز سلام: كلمات الأغاني - أحمد خورشيد: مصور - حسين فوزي: مونتير - كامل الحفناوي: مهندس الديكور | - حلمي رفلة: ماكيير - إميل يزبك: مدير الإنتاج - عبد الحليم نويرة: أغاني وموسيقى تصويرية وقيادة - فريد غصن: الألحان - أمال حسين - عبد الرحمن فوزي: مطربون - إيزاك ديكسون: الراقصات: فرقة ايزاك ديكسون - معامل كوداك: الطبع والتحميض | - حسين فوزي: مخرج - فؤاد مشيل: مخرج مساعد - مسعود عيسى: مساعد المصور - ستوديو لاما: مسجل الحوار - نحّاس فيلم: موزع - ستوديو لاما: تصوير المناظر - إمام عويس: ريجيسير |

## روابط خارجية
- مقالات تستعمل روابط فنية بلا صلة مع ويكي بيانات